# Logical partition
In informatica un logical partition, noto anche con l'abbreviazione LPAR, è un sottoinsieme di risorse hardware virtualizzato come un computer separato; sviluppato la prima volta dall'IBM nel 1976.

## Partizione delle risorse hardware
Le risorse fisiche a disposizione di un server, come processori e memorie, possono essere usate in maniera esclusiva o condivisa dalle diverse partizioni logiche, ognuna delle quali, ospita un proprio Sistema Operativo separato e serve diverse funzionalità.
Ad esempio le logical partition possono essere utilizzate per mantenere ambienti di test separati dagli ambienti di produzione, dal momento che le partizioni, proprio come le macchine fisiche distinte, possono comunicare tra loro.